# Faustovirus
„Faustovirus“ („FauV“ oder „FSTV“) bzw. „Faustoviridae“ ist die vorgeschlagene Bezeichnung für eine Gattung bzw. Familie von Doppelstrang-DNA-Viren.

## Eigenschaften
Die „Faustoviren“ sind Riesenviren aus dem Phylum Negarnaviricota (veraltetNucleocytoplasmic large DNA viruses, NCLDV; früher gelegentlich auch als Ordnung Megavirales eingestuft).
Sie infizieren Amöben. Sie wurden erstmals 2015 in Vermamoeba verformis (Arcellinida) beschrieben, die vor allem in der Umgebung von Menschen vorkommt.

## Struktur

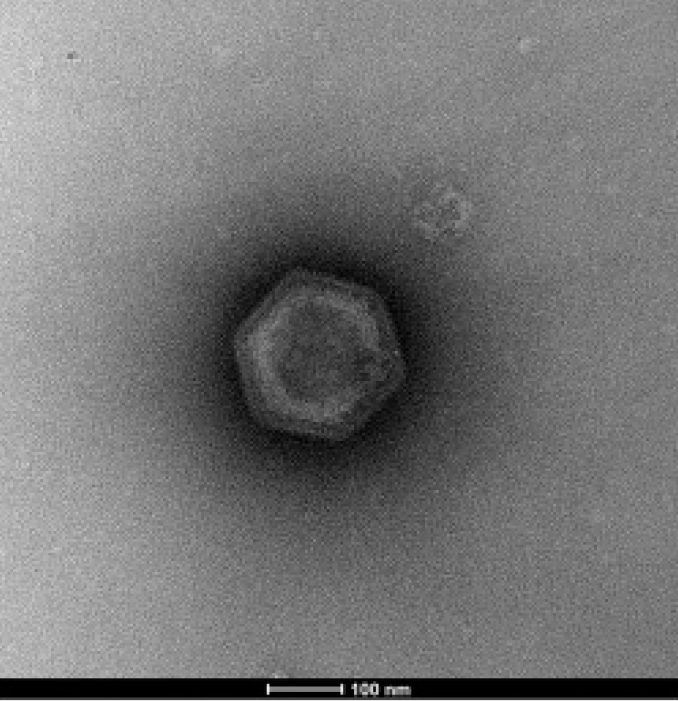
Virion von „Faustovirus ST1“

Die größte Ähnlichkeit zu anderen Viren besteht mit denen der Familie Asfarviridae, wobei die Virusteilchen (Virionen) von „Faustovirus“ (wie auch das nicht näher verwandte Coltivirus der Familie Reoviridae) eine doppelte Proteinhülle zur Verpackung des Genoms aufweist.
Die Virionen der Faustoviren besitzen einen Durchmesser von 2.400 Ångström.
Das Kapsid ist ungefähr ikosaedrisch. Symmetrie T=277.

## Genom
Nach Faustovirus E12 wurden mit der gleichen Methode mit dem Wirt Vermamoeba vermiformis 2022 weitere 16 Faustovirus-Stämme sequenziert. Generell wird berichtet, dass die Faustoviren ein dsDNA-Genome haben mit ca. 466 kbp (Basenpaaren) – 455.803 bis 491.024 bp, das für bis zu 506 Gene kodiert.
Beispielsweise beträgt die Länge des Genoms von Faustovirus ST1: 470.659 bp, Faustovirus D6: 462.011 bp, Faustovirus E12: 466.265 bp; und es kodiert vorhergesagt 478 (respektive 495 bzw. 451) virale Proteine, von denen etwa zwei Drittel keine bekannten Homologe aufweisen. Der GC-Gehalt liegt bei 37 % (respektive 38 % bzw. 36 %). Ungewöhnlich für Viren enthält das Genom der Faustoviren mehrere Introns. Das Gen des Haupt-Kapsidproteins MCP (englisch major Capsid protein) kodiert für 652 Aminosäuren, hat aber eine ungewöhnliche Länge von 17 kB.
Keines der Faustoviren enthält Gene für tRNA (Transfer-RNA).

## Replikationszyklus
Der Replikationszyklus der Faustoviren dauert etwa 24 Stunden und endet mit der Zelllyse zur Freisetzung der neugebildeten Virionen.

## Übertragungswege und Vorkommen
Da die Faustoviren Verwandte des Afrikanischen Schweinepest-Virus (ASFV) sind, wird vermutet, dass Faustoviren möglicherweise durch hämatophage (Blut von Nagetieren, Rindern und Menschen saugende) Arthropoden (hauptsächlich Stechmücken) übertragen werden könnten. Diese Vermutung wird durch FSTV-Spuren bestätigt, die in Seren von Rindern und Menschen sowie in verschiedenen Organen von Nagetieren (Nieren, Körpergewebe und Gehirn) isoliert wurden. Da die meisten Faustoviren aus Abwasserproben isoliert wurden, könnte ihr Vorhandensein ein indirekter Indikator für eine Kontamination mit Fäkalien ist. Die Probe, die Faustovirus E12 enthielt, wurde Abwasser in Marseille, Frankreich, entnommen.

## Systematik

### Innere Systematik
In der Klade der „Faustoviren“ (Gattung „Faustovirus“ oder Familie „Faustoviridae“) gibt es nach Geballa-Koukoulas et al. (2020), Rolland et al. (2019), Borges et al. (2019), Andreani et al. (2018) und Reteno et al. (2015) folgende Untergruppen und einzelne Vertreter (nach NCBI: Spezies):
- Gattung: „Faustoviren“ Gattung „Faustovirus“ oder Familie „Faustoviridae“[3]
  - „Klade D+E9“
    - „Faustoviru-Klades D“
      - „Faustovirus D3“
      - „Faustovirus D5b“
      - „Faustovirus D6“
      - „Faustovirus VV10“

    - „Faustovirus-Klade E9“
      - „Faustovirus E9“
      - „Faustovirus LC9“ (gefunden in La Ciotat, Frankreich[14])
      - „Faustovirus LCD7“
      - „Faustovirus M6“
      - „Faustovirus S17“
      - „Faustovirus VV57“
      - „Faustovirus VV63“

  - „Klade L+M“
    - „Faustovirus-Klade L“
      - „Faustovirus Liban“
      - „Faustovirus ST1“

    - „Faustovirus-Klade M“
      - „Faustovirus E23“
      - „Faustovirus E24“
      - „Faustovirus D5a“
      - „Faustovirus E12“ (Prototyp)[15][8]
      - „Faustovirus mariensis“.[2]

### Äußere Systematik

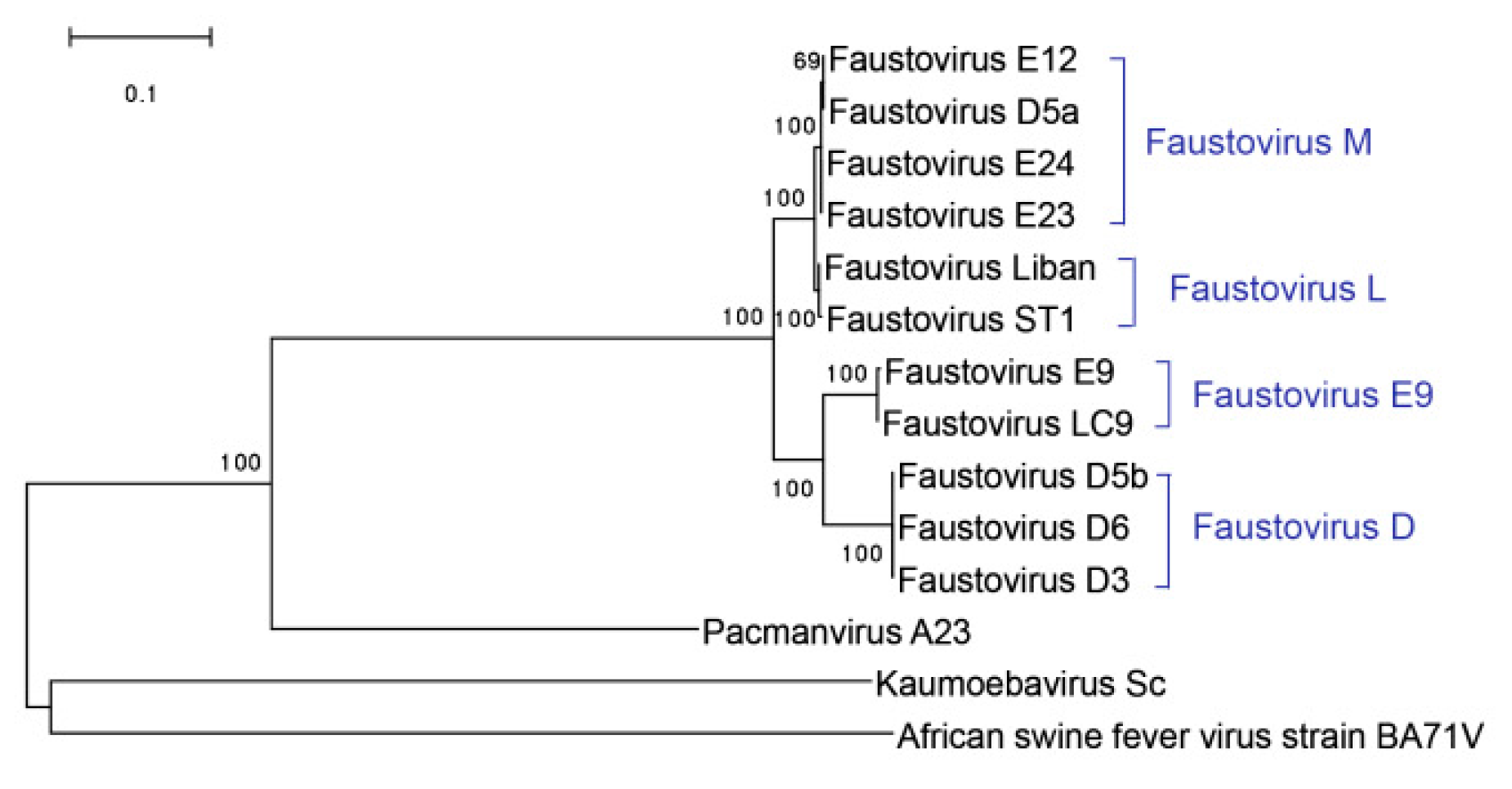
Phylogenetischer Baum der Verwandtschaft von „Faustovirus“ nach Clara Rolland et al. (2019).

Viele Autoren schlagen vor, die „Faustoviren“ in einer neuen Familie Faustoviridae innerhalb der Nucleocytoplasmic large DNA viruses (NCLDV) zusammenzufassen. Diese Gruppe wurde im März 2020 vom ICTV offiziell als Phylum Nucleocytoviricota bestätigt und umfasst außer den Pockenviren alle bekannten Riesenviren.
Die Faustoviren stehen innerhalb der NCLDV der Familie Asfarviridae mit Gattung Asfivirus (ASFV) am nächsten, auch wenn sie von diesen Viren verschieden sind.
Das ICTV hat im März für die nähere Verwandtschaft der Asfarviridae die neue Ordnung Asfuvirales eingerichtet, womit ein Taxon für die gemeinsame Klade der Asfaviridae und „Faustoviridae“ zur Verfügung steht.
Geballa-Koukoulas et al. (2020) und Schulz et al. (2018) schlagen für diese Klade eine Systematik wie folgt vor:
|               | Asfarviridae (Asfivirus)                                            |
|               |                                                                     |
| „Faustoviren“ | \| \| „Pacmanvirus“[17] \| \| \| \| \| \| „Faustovirus“ \| \| \| \| |
|               | \| \| „Pacmanvirus“[17] \| \| \| \| \| \| „Faustovirus“ \| \| \| \| |
|               | „Pacmanvirus“                                                       |
|               |                                                                     |
|               | „Faustovirus“                                                       |
|               |                                                                     |

|  | „Pacmanvirus“ |
|  |               |
|  | „Faustovirus“ |
|  |               |

|               | Asfarviridae (Asfivirus)                                            |
|               |                                                                     |
| „Faustoviren“ | \| \| „Pacmanvirus“[17] \| \| \| \| \| \| „Faustovirus“ \| \| \| \| |
|               | \| \| „Pacmanvirus“[17] \| \| \| \| \| \| „Faustovirus“ \| \| \| \| |
|               | „Pacmanvirus“                                                       |
|               |                                                                     |
|               | „Faustovirus“                                                       |
|               |                                                                     |

|  | „Pacmanvirus“ |
|  |               |
|  | „Faustovirus“ |
|  |               |

|               | Asfarviridae (Asfivirus)                                            |
|               |                                                                     |
| „Faustoviren“ | \| \| „Pacmanvirus“[17] \| \| \| \| \| \| „Faustovirus“ \| \| \| \| |
|               | \| \| „Pacmanvirus“[17] \| \| \| \| \| \| „Faustovirus“ \| \| \| \| |
|               | „Pacmanvirus“                                                       |
|               |                                                                     |
|               | „Faustovirus“                                                       |
|               |                                                                     |

|  | „Pacmanvirus“ |
|  |               |
|  | „Faustovirus“ |
|  |               |

|               | Asfarviridae (Asfivirus)                                            |
|               |                                                                     |
| „Faustoviren“ | \| \| „Pacmanvirus“[17] \| \| \| \| \| \| „Faustovirus“ \| \| \| \| |
|               | \| \| „Pacmanvirus“[17] \| \| \| \| \| \| „Faustovirus“ \| \| \| \| |
|               | „Pacmanvirus“                                                       |
|               |                                                                     |
|               | „Faustovirus“                                                       |
|               |                                                                     |

|  | „Pacmanvirus“ |
|  |               |
|  | „Faustovirus“ |
|  |               |

Im Vergleich dazu sehen Guglielmini et al. (2019), Fig. 2, die Positionen von Asfarviridae und „Kaumoebavirus“ vertauscht,
und nach Rolland et al. (2019) bilden diese beiden eine gemeinsame Schwesterklade zur Klade der „Faustoviren“ und „Pacmanvirus“.
Als mögliches weiteres Mitglied dieser erweiterten Asfarviridae-Gruppe wurde die Gattung Dinodnavirus vorgeschlagen.